# Лаури, Челль
Челль Лаури (швед. Kjell Lauri) — шведский ориентировщик, победитель чемпионата мира 1979 года по спортивному ориентированию в эстафете.
Челль Лаури вместе с партнёрами по сборной команде Швеции (Рольф Петтерссон, Ларс Лённквист и Бьёрн Русендаль) стал победителем в эстафете на чемпионате мира 1979 года,
который проходил в окрестностях финского города Тампере.
Челль также неоднократно становился призёром в эстафете на чемпионатах мира. Дважды, в 1978
и 1985 годах,
становился серебряным призёром, а в 1983, уступив сборным Норвегии и Чехословакии, в составе сборной завоевал бронзовые медали.